# Toni Storm
Toni Rossall (* 19. Oktober 1995 in Auckland, Neuseeland) ist eine neuseeländische Wrestlerin. Sie stand von 2017 bis 2021 bei WWE unter Vertrag. Seit 2022 tritt sie bei AEW an. Ihre größten Erfolge sind der Erhalt der AEW Women’s World Championship und der NXT UK Women’s Championship.

## Wrestling-Karriere

### Anfänge
Rossall begann ihre Ausbildung bei Impact Pro Wrestlings australischer Tochtergesellschaft und debütierte am 9. Oktober 2009, unter dem Ringnamen Storm für das Unternehmen. Zu diesem Zeitpunkt war sie erst 13 Jahre alt. Nachdem sie ihre Fähigkeiten in Australien fünf Jahre lang verbessert hatte, beschloss sie, eine bessere Wrestlerin zu werden. im Alter von 18 Jahren zog sie nach England. Während ihres Aufenthalts in England, trainierte sie bei Dean Allmark. Sie begann international in Ländern wie Finnland, Frankreich, Deutschland und Spanien zu ringen. Sie absolvierte Auftritte für verschiedene unabhängige Promotion, unter anderem für British Empire Wrestling, Progress Wrestling, Westside Xtreme Wrestling und viele mehr. In dieser Zeit konnte sie viele Titel und Turniere für sich erringen.

### World Wrestling Entertainment (2017–2021)

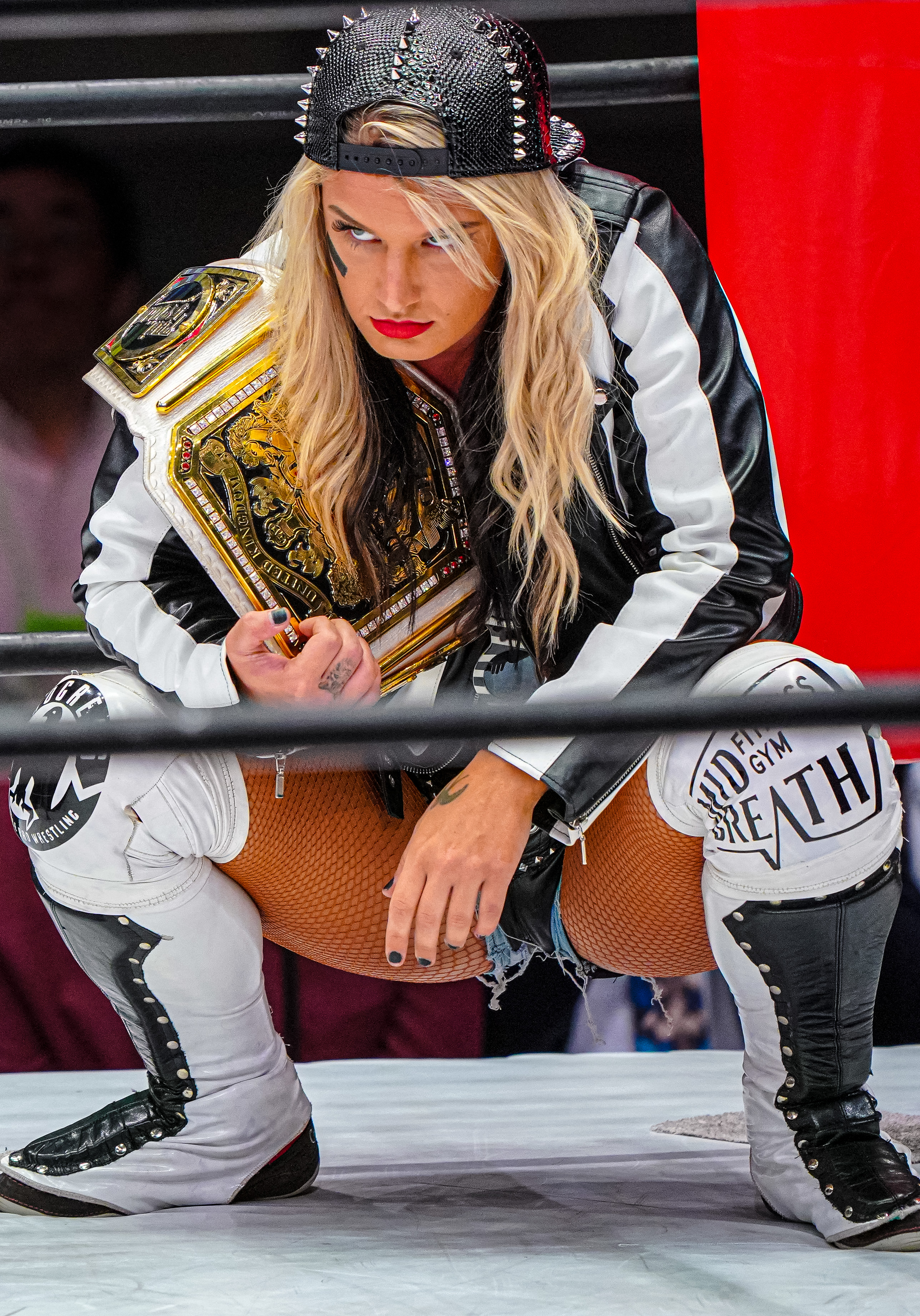
Storm mit der NXT UK Women’s Championship im Mai 2019

Am 16. Juni 2017 gab die WWE Storm als eine der ersten vier Teilnehmer des Mae Young Classic bekannt. Storm trat am 13. Juli in das Turnier ein und besiegte Ayesha Raymond in der ersten Runde. Am folgenden Tag besiegte Storm Lacey Evans in der zweiten Runde und Piper Niven im Viertelfinale, bevor sie im Halbfinale gegen Kairi Sane verlor.
Am 9. Mai 2018 wurde Storm, für die bevorstehenden Veranstaltungen des United Kingdom Championship Tournament beworben. Am 24. Mai berichtete Dave Meltzer, dass Storm einen Vertrag bei der WWE unterzeichnet habe. Am 18. Juni besiegte Storm beim United Kingdom Championship Tournament Killer Kelly und Isla Dawn in einem Triple Threat Match und wurde die neue Herausforderin auf die NXT Women’s Championship, in der darauffolgenden Nacht konnte sie den Titel von Shayna Baszler nicht gewinnen. Am 28. Oktober 2018 besiegte sie bei WWE Evolution Io Shirai und gewann 2018 das Mae Young Classic Turnier.
Am 12. Januar 2019 gewann sie die NXT UK Women’s Championship, hierfür besiegte sie Rhea Ripley. Die Regentschaft hielt 231 Tage und verlor den Titel, am 31. August 2019 an Kay Lee Ray. Am 24. November 2019 nahm sie am Survivor Series Match der Brands Raw vs. SmackDown vs. NXT teil.
Am 24. November 2019 wurde Storm auf der NXT TakeOver: WarGames-Q & A-Sitzung nach der Show mit Triple H von Teamkapitän Rhea Ripley als Teil des Teams der NXT Women’s Survivor Series angekündigt. Bei der Survivor Series wurde Storm eliminiert, nachdem Natalya und Sasha Banks eine Kombination aus Kontoauszug und Scharfschütze ausgerichtet und gesperrt hatten. Am 12. Januar 2020 nahm sie an einem Triple Threat Match, um die NXT UK Women’s Championship gegen Kay Lee Ray und Piper Niven teil, den Titel konnte sie jedoch nicht gewinnen. Sie nahm bei Royal Rumble Match der Frauen 2020 teil, sie wurde jedoch von Shayna Baszler eliminiert.
Am 4. Oktober 2020 wechselte sie zu NXT. Sie debütierte in Rahmen eines Interviews. Bei NXT TakeOver: WarGames IV am 6. Dezember 2020, bestritt sie zusammen mit Candice LeRae, Dakota Kai und Raquel González ein War Games-Match, dieses konnten sie gewinnen. Bei der SmackDown-Ausgabe vom 9. Juli 2021 wurde in einer Videosequenz, das Debüt von ihr bei dem blauen Brand angekündigt. Am 23. Juli 2021 debütierte sie bei SmackDown. Ihr erstes Match gegen Zelina Vega gewann sie. Am 29. Dezember 2021 wurde bekannt gegeben, dass sich die WWE von ihr getrennt hat.

### All Elite Wrestling (seit 2022)

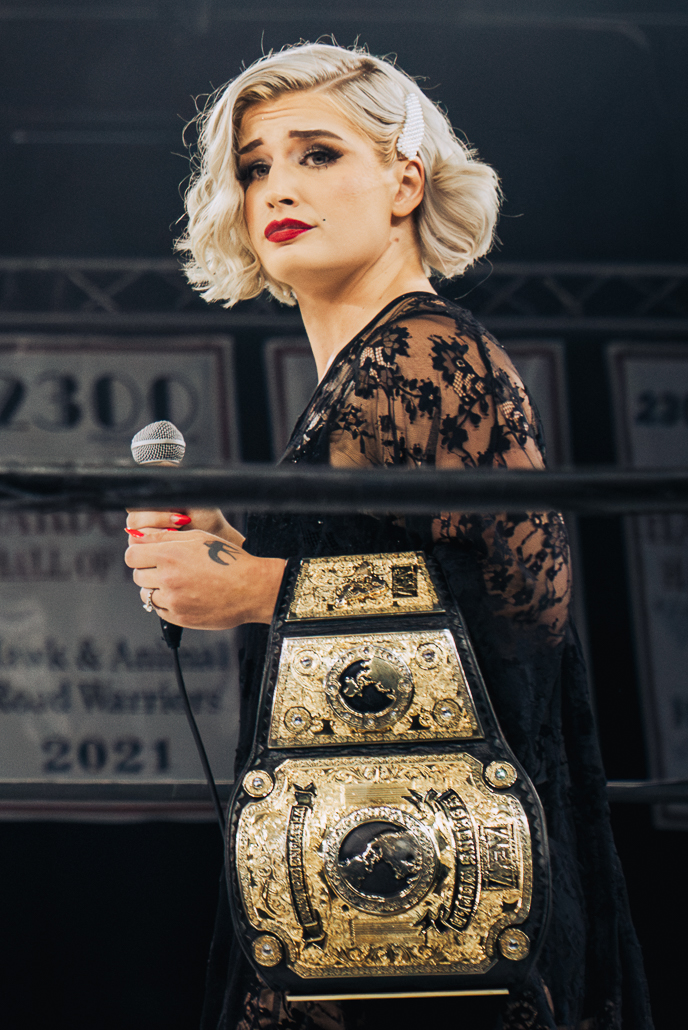
Storm mit der AEW Women's World Championship im April 2024

Am 30. März 2022 gab Toni Storm bei AEW Dynamite ihr Debüt für All Elite Wrestling (AEW), einer Promotion, die 2019 gegründet wurde und schnell zum zweitgrößten Wrestling-Unternehmen in den Vereinigten Staaten nach der WWE aufstieg. Sie besiegte dabei The Bunny (Allie) beim Qualifikationsmatch zum Owen-Hart Foundation Tournament. Beim AEW PPV AEW x NJPW: Forbidden Door am 26. Juni 2022 verlor sie ein Titelmatch um die AEW Women’s World Championship gegen Thunder Rosa.
Am 4. September 2022 besiegte Toni Strom bei AEW All Out 2022 Britt Baker, Hikaru Shida & Jamie Hayter in einem Four Way Match und gewann so den Interim AEW Women’s World Championship. Diesen verlor sie dann am 19. November 2022 bei AEW Full Gear 2022 an Jamie Hayter. Bei der AEW Dynamite Episode vom 23. November 2022 wurde dann bekannt gegeben, dass Thunder Rosa ihren Titel vakantiert hat und die Regentschaft von Storm rückwärtig als vollwertige Titelregentschaft zählt.
Im März 2023 bildete sie mit Saraya und Ruby Soho das Stable The Outcasts. Sie traten als Heels auf. Am 28. Mai 2023 besiegte Storm bei Double Or Nothing Jamie Hayter und konnte so ein zweites Mal den AEW Women’s World Championship gewinnen. Sie wurde zur ersten Wrestlerin die diesen Titel ein zweites Mal gewann. Bei der 200. Ausgabe von Dynamite am 2. August 2023 verlor sie den Titel an Hikaru Shida.
Im Oktober 2023 startete sie mit 'Timeless' Toni Storm ein neues Gimmick, das an Schauspielerinnen aus dem Goldenen Zeitalter von Hollywood angelehnt ist. Mit einem passenden Haarschnitt und derselben Attitüde sowie Zitaten von Schauspielerinnen wie Gloria Swanson und Norma Shearer ist der Charakter extrovertiert und verwirrend angelegt. Das unberechenbare (und teils nicht jugendfreie) Verhalten begeistert die Zuschauer. Nach einer Fehde mit ihrem ehemaligen Protegé Mariah May, wo sie kurzfristig zu ihrem früheren 'Rockstar'-Gimmick zurückkehrte, verlor und gewann sie den AEW Women's World Champion Titel. Am 14. Juli verteidigte sie erfolgreich ihren AEW Women's World Champion Titel gegen Mercedes Moné in einem vielgelobten Match.

## Titel und Auszeichnungen

### Titel
- All Action Wrestling
  - 1× AAW Women’s Champion

- All Elite Wrestling
  - 4× AEW Women’s World Champion

- British Empire Wrestling
  - 1× BEW Women’s Champion

- Pro Wrestling Alliance Queensland
  - 1× PWAQ Women’s Champion
  - 1× PWAQ Women’s Underground Champion

- Progress Wrestling
  - 1× Progress Women’s Champion

- Westside Xtreme Wrestling
  - 2× wXw Women’s Champion

- World Wonder Ring Stardom
  - 1× SWA World Champion
  - 1× World of Stardom Champion

- World Wrestling Entertainment
  - 1× NXT UK Women’s Champion

### Auszeichnungen
- Pro Wrestling Illustrated
  - 2024: Platz 1 der Top 250 Wrestler im PWI Women's 250

- Progress Wrestling
  - 2017: Natural Progression Series IV Siegerin

- World Wonder Ring Stardom
  - 2017: Cinderella Tournament Siegerin
  - 2017: 5★Star GP Siegerin

- World Wrestling Entertainment
  - 2018: Mae Young Classic Siegerin